# 4631-es mellékút (Magyarország)
A 4631-es számú mellékút egy közel 20 kilométer hosszú, négy számjegyű mellékút Jász-Nagykun-Szolnok és Békés vármegyék területén; Mezőtúrt kapcsolja össze Szarvassal, egyúttal összeköttetést biztosítva ebben az irányban a 46-es és 44-es főutak között. Érdekessége, hogy nem végig szárazföldön halad: a Hármas-Körös folyását ugyanis komppal szeli át, de a komp útvonala is az út részeként számítódik. Ez az út a megközelítési útvonala a Szarvasi Arborétumnak.

## Nyomvonala
Mezőtúr központjában ágazik ki a 46-os főútból, annak 26+500-as kilométerszelvénye előtt, dél felé. Rákóczi utca néven indul, és hamarosan nyugati irányba kanyarodik, 800 méter megtétele után pedig nevet vált és Sugár út lesz a neve. Végighalad Újváros városrészen, és kevéssel 3. kilométerének teljesítése után kilép a lakott területről, itt már inkább délnyugati irányt követve.
3,7 kilométer után még délebbnek fordul, 9,3 kilométer után pedig eléri a Mezőtúr–Orosháza–Mezőhegyes–Battonya-vasútvonalat, keresztezi a vágányait, majd annak irányát követve délnek fordul. Elhalad Pusztabánréve településrész keleti szélén, illetve Pusztabánréve megállóhely  mellett, majd a tizedik kilométerét elérve újra délnyugatnak fordul. 11,5 kilométer megtétele után ismét dél-délnyugati irányt kezd követni, így éri el a Hármas-Körös partját is, 14,6 kilométer után.
A körülbelül 100 méter széles folyót az erre közlekedők drótos komppal szelhetik át, de a komp útvonala hozzászámítódik az út nyomvonalához. A Körös sodorvonalától az utazó már Békésszentandrás területén halad, ezután is nagyjából dél-délnyugati irányban. Nyugatról nagy kiterjedésű halastórendszer szegélyezi az út itteni szakaszát, kelet felől pedig a szarvasi Holt-Körös kanyarog mellette.

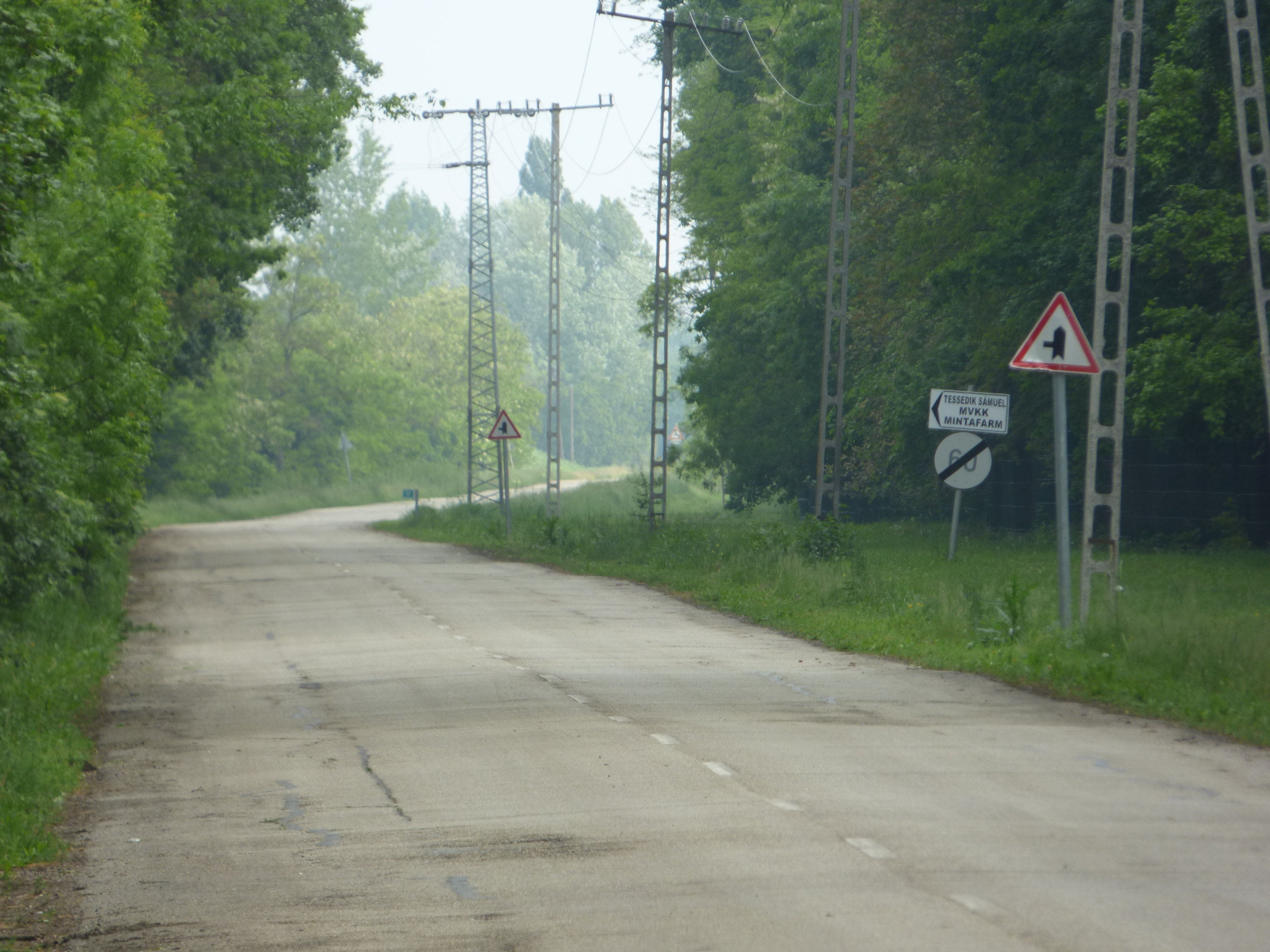
A 4631-es út a szarvasi arborétumnál észak felé nézve

16,9 kilométer után lép be Szarvas területére, ugyanott éri el a Szarvasi Arborétum északnyugati szélét. Bő 800 méter után éri el a főbejáratot, majd a Mini Magyarország létesítményeit. A 44-es főútba torkollva ér véget, annak 73+150-es kilométerszelvényénél. Teljes hossza, az országos közutak térképes nyilvántartását szolgáló kira.gov.hu adatbázisa szerint 18,653 kilométer.

## Települések az út mentén
- Mezőtúr
- (Békésszentandrás)
- Szarvas

## Története
1934-ben a kereskedelem- és közlekedésügyi miniszter 70 846/1934. számú rendelete a teljes mai hosszában harmadrendű főúttá nyilvánította, a Kisújszállás-Szarvas közti 412-es főút részeként.